# 佐迪·加斯柏
佐迪·加斯柏（法語：Jordy Gaspar，1997年4月23日—），是一名安哥拉職業足球員，現時效力法國足球乙級聯賽球會FC波城。司職左閘或右閘。安哥拉國家足球隊成員。

## 球員生涯

### 里昂
2016年9月27日，加斯柏於對陣西維爾時，首次代表球會上陣，於上陣71分鐘後被拉奇德·格扎尔後備入替，球隊最終作客以1-0落敗。

### 摩納哥
加斯柏拒絕與里昂續約，並於2017年6月16日轉會至摩納哥，雙方簽約3年。

## 生涯統計

### 球會
截至2016年11月26日
| 球會     | 賽季        | 聯賽 | 聯賽 | 盃賽 | 盃賽 | 聯賽盃 | 聯賽盃 | 歐洲賽事 | 歐洲賽事 | 其他 | 其他 | 總計 | 總計 |
| 球會     | 賽季        | 出場 | 入球 | 出場 | 入球 | 出場   | 入球   | 出場     | 入球     | 出場 | 入球 | 出場 | 入球 |
| -------- | ----------- | ---- | ---- | ---- | ---- | ------ | ------ | -------- | -------- | ---- | ---- | ---- | ---- |
| 里昂     | 2016–17賽季 | 2    | 0    | 0    | 0    | 0      | 0      | 1        | 0        | —    | —    | 3    | 0    |
| 生涯總計 | 生涯總計    | 2    | 0    | 0    | 0    | 0      | 0      | 1        | 0        | 0    | 0    | 3    | 0    |

## 外部連結
- 佐迪·加斯柏（页面存档备份，存于）於FFF上的資料